# Pierre Trần Đình Tứ
Pierre Trần Đình Tứ (Đông La, 2 marzo 1937) è un vescovo cattolico vietnamita, dal 30 giugno 2012 vescovo emerito di Phú Cuong.

## Biografia

### Infanzia e formazione
Pierre Trần Đình Tứ è nato il 2 marzo 1937 nel comune di Đông La nel distretto di Đông Hưng della provincia di Thai Binh.
È entrato in seminario all'età di undici anni iniziando a frequentare il seminario minore Mỹ Đức a Thái Bình.
A causa della guerra, nel 1954 è dovuto fuggire al sud insieme alla famiglia e solo così ha potuto continuare gli studi. Dopo appena un anno è stato inviato ad Hong Kong per studiare filosofia.
Dopo tre anni è tornato in Vietnam e ha continuato gli studi presso il seminario maggiore San Giuseppe di Saigon fino al 1965.

### Ministero sacerdotale
È stato ordinato presbitero il 29 aprile 1965 dal vescovo di Mỹ Tho Joseph Trần Văn Thiện. Dopo l'ordinazione è stato assegnato alla parrocchia di Lễ Trang come viceparroco e poi è stato segretario del vescovo. Nel 1968 è stato inviato a Roma per completare gli studi, conseguendo la laurea in diritto canonico e il baccalaureato in liturgia.
Tornato in patria nel 1973, è stato rettore del seminario minore di Phú Cuong e poi parroco della cattedrale e professore di liturgia ed etica presso il seminario maggiore di Saigon. Dal 1985 al 1991 è stato anche segretario generale della Commissione liturgica della Conferenza episcopale del Vietnam.

### Ministero episcopale
Il 5 novembre 1998 papa Giovanni Paolo II lo ha nominato vescovo di Phú Cuong. Ha ricevuto l'ordinazione episcopale il 6 gennaio 1999 nella basilica di San Pietro da papa Giovanni Paolo II. Al ritorno in patria, ha preso possesso della diocesi il 26 gennaio 1999.
Durante il suo episcopato ha promosso nel 2009 la costruzione dell'attuale cattedrale di Phú Cuong, completata e consacrata dal suo successore il 25 aprile 2014.
Ha retto la diocesi per tredici anni e mezzo, ritirandosi per raggiunti limiti d'età il 30 giugno 2012.

## Genealogia episcopale e successione apostolica
La genealogia episcopale è:
- Cardinale Scipione Rebiba
- Cardinale Giulio Antonio Santori
- Cardinale Girolamo Bernerio, O.P.
- Arcivescovo Galeazzo Sanvitale
- Cardinale Ludovico Ludovisi
- Cardinale Luigi Caetani
- Cardinale Ulderico Carpegna
- Cardinale Paluzzo Paluzzi Altieri degli Albertoni
- Papa Benedetto XIII
- Papa Benedetto XIV
- Papa Clemente XIII
- Cardinale Enrico Benedetto Stuart
- Papa Leone XII
- Cardinale Chiarissimo Falconieri Mellini
- Cardinale Camillo Di Pietro
- Cardinale Mieczysław Halka Ledóchowski
- Cardinale Jan Maurycy Paweł Puzyna de Kosielsko
- Arcivescovo Józef Bilczewski
- Arcivescovo Bolesław Twardowski
- Arcivescovo Eugeniusz Baziak
- Papa Giovanni Paolo II
- Vescovo Pierre Trần Đình Tứ

La successione apostolica è:
- Vescovo Joseph Nguyễn Tấn Tước (2011)